# Хаусвајлер
Хаусвајлер (њем. Hausweiler) општина је у њемачкој савезној држави Рајна-Палатинат. Једно је од 98 општинских средишта округа Кузел. Према процјени из 2010. у општини је живјело 44 становника. Посједује регионалну шифру (AGS) 7336035.

## Географски и демографски подаци
Хаусвајлер се налази у савезној држави Рајна-Палатинат у округу Кузел. Општина се налази на надморској висини од 190 метара. Површина општине износи 1,6 km². У самом мјесту је, према процјени из 2010. године, живјело 44 становника. Просјечна густина становништва износи 28 становника/km².

## Међународна сарадња
| Мјесто | Држава    | Врста сарадње | Од    |
| ------ | --------- | ------------- | ----- |
|        | Француска | партнерство   | 1974. |
| Извор  |           |               |       |